# كيفن ماكمولان
كيفن ماكمولان (بالإنجليزية: Kevin McMullan)‏ هو مدرب كرة القاعدة ‏ أمريكي، ولد في 22 سبتمبر 1968.

## وصلات خارجية
- كيفن ماكمولان على موقعبيزبول رفرنس.كوم (الدوري الثانوي) (الإنجليزية)